# Dalköpingeåns naturreservat
Dalköpingeåns naturreservat är ett kommunalt naturreservat i Trelleborgs kommun i Skåne län.
Området är naturskyddat sedan 2024 och är 24 hektar stort. Reservatet ligger i Trelleborg utmed Dalköpingåns nedre sträcka och består av ån, strand- och strandängar i söder, mindre skogsdungar med gamla träd och alsumpskog samt betesmarker för hästar.